# شارع المدرسة (يريم)

تعديل مصدري - تعديل

شارع المدرسة محلة تابعة لقرية مرس، التابعة لعزلة رعين بمديرية يريم إحدى مديريات محافظة إب في الجمهورية اليمنية، بلغ تعداد سكانها 188 حسب تعداد اليمن لعام 2004.